# Велика синагога (Берегове)
Велика синагога Берегсаса на пл. Кошута в Береговому, в Україні (Закарпатська область) була побудована наприкінці 19 століття. Юдейська культова споруда не була зруйнована під час Другої світової війни і використовувалася як синагога до 1959 року, коли була конфіскована радянською владою.
Інтер'єр був перетворений на театральний і культурний центр. Навколо будівлі була побудована бетонна мушля (1976); хоча первісна будівля була збережена, її більше не видно. Наприкінці 2010-х фасад Будинку культури прикрасили величезним постером з малюнком оригінального фронту, прапорами України, Угорщини та ЄС.
З боку вул. І. Сечені встановлена меморіальна дошка «Пам'яті багатьох тисяч євреїв з Берегова та Березької жупи, яких вивезено та знищено в фашистських концентраційних таборах у 1944 році».
Зараз у місті працює одна синагога, яка і є центром культурного та духовного життя єврейської діаспорі Берегово. В 2014 році відбулись масштабні роботи с реконструкції приміщення, які були ініційовані громадою.

## Галерея

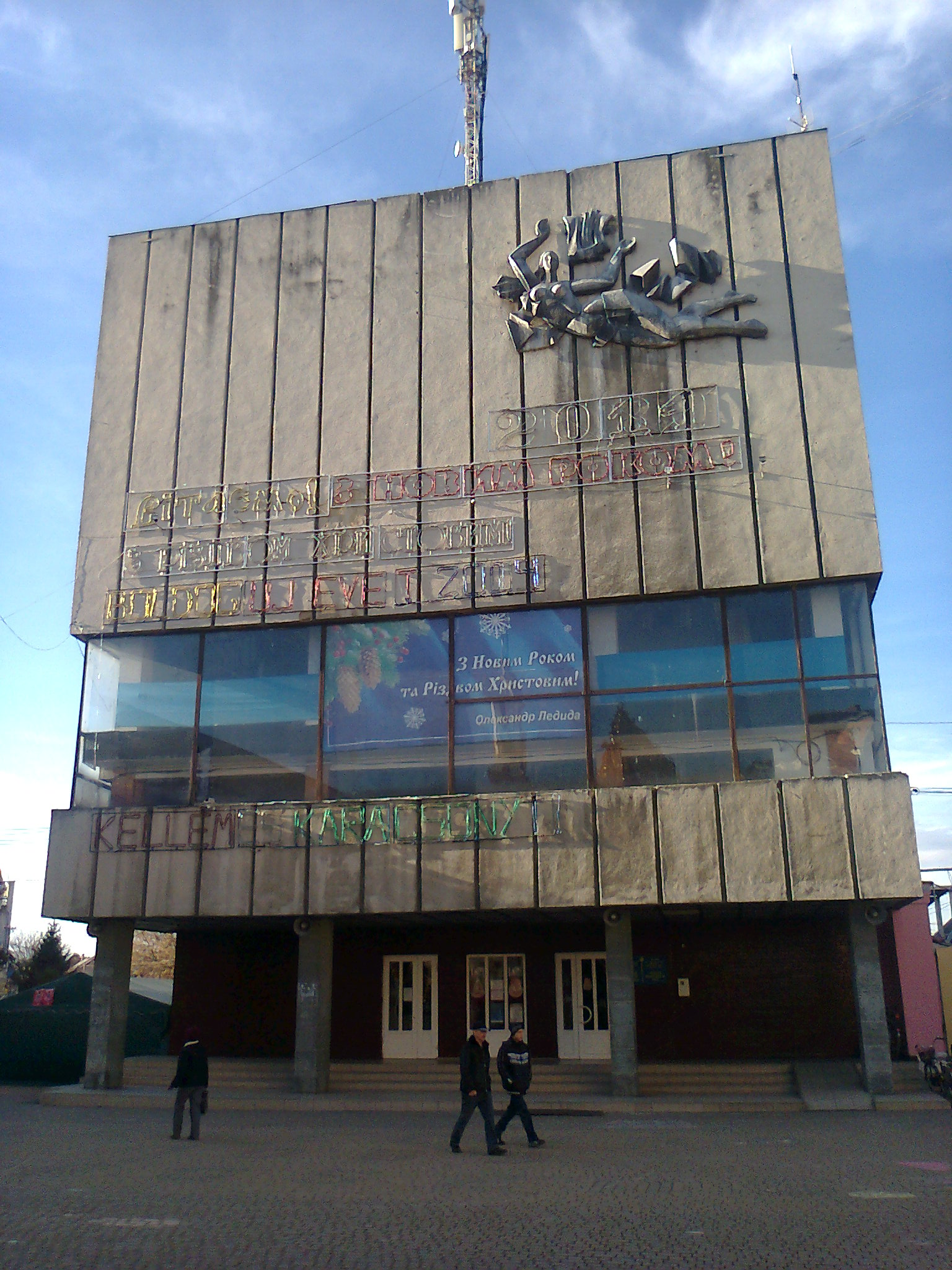
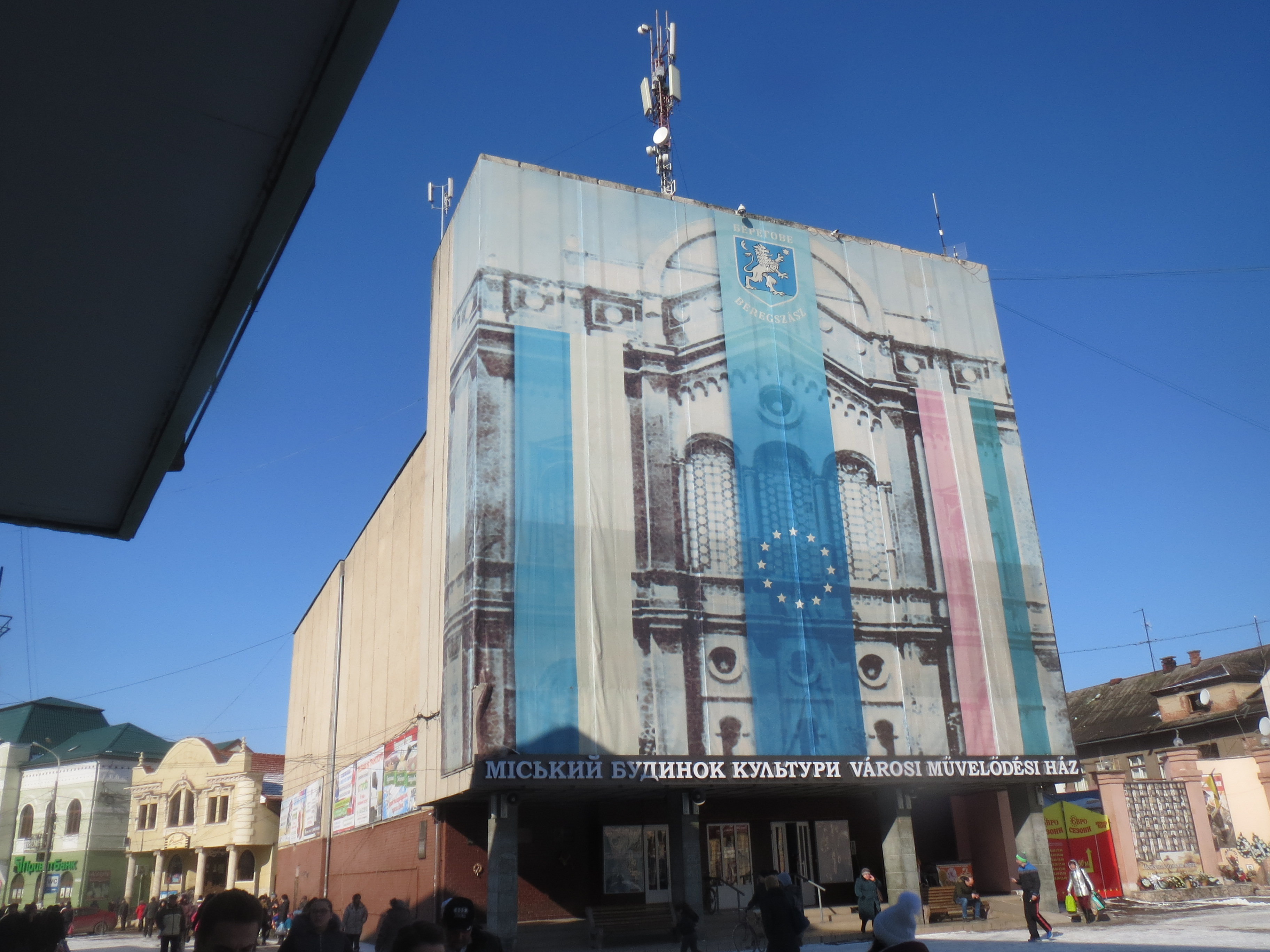
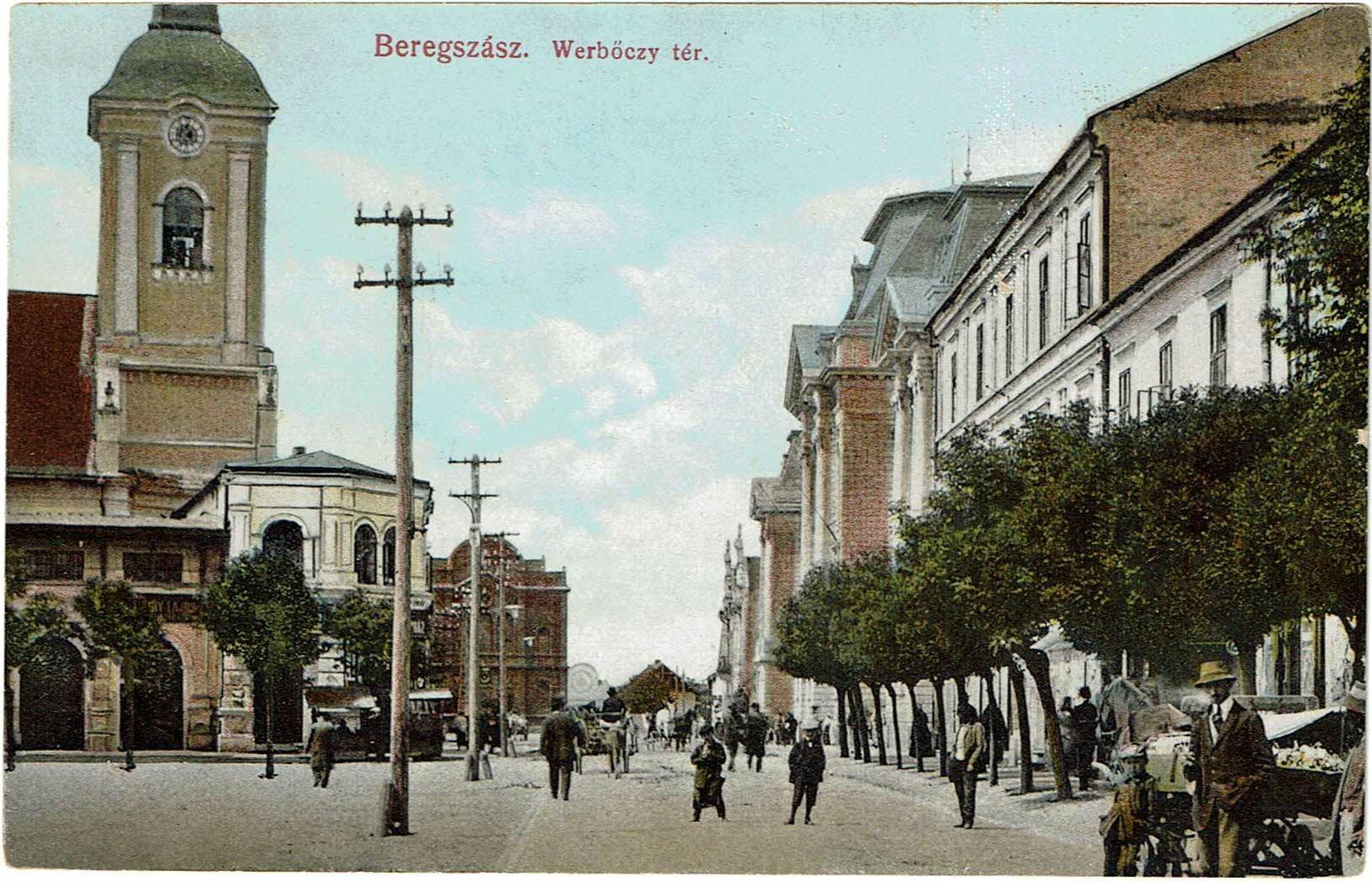
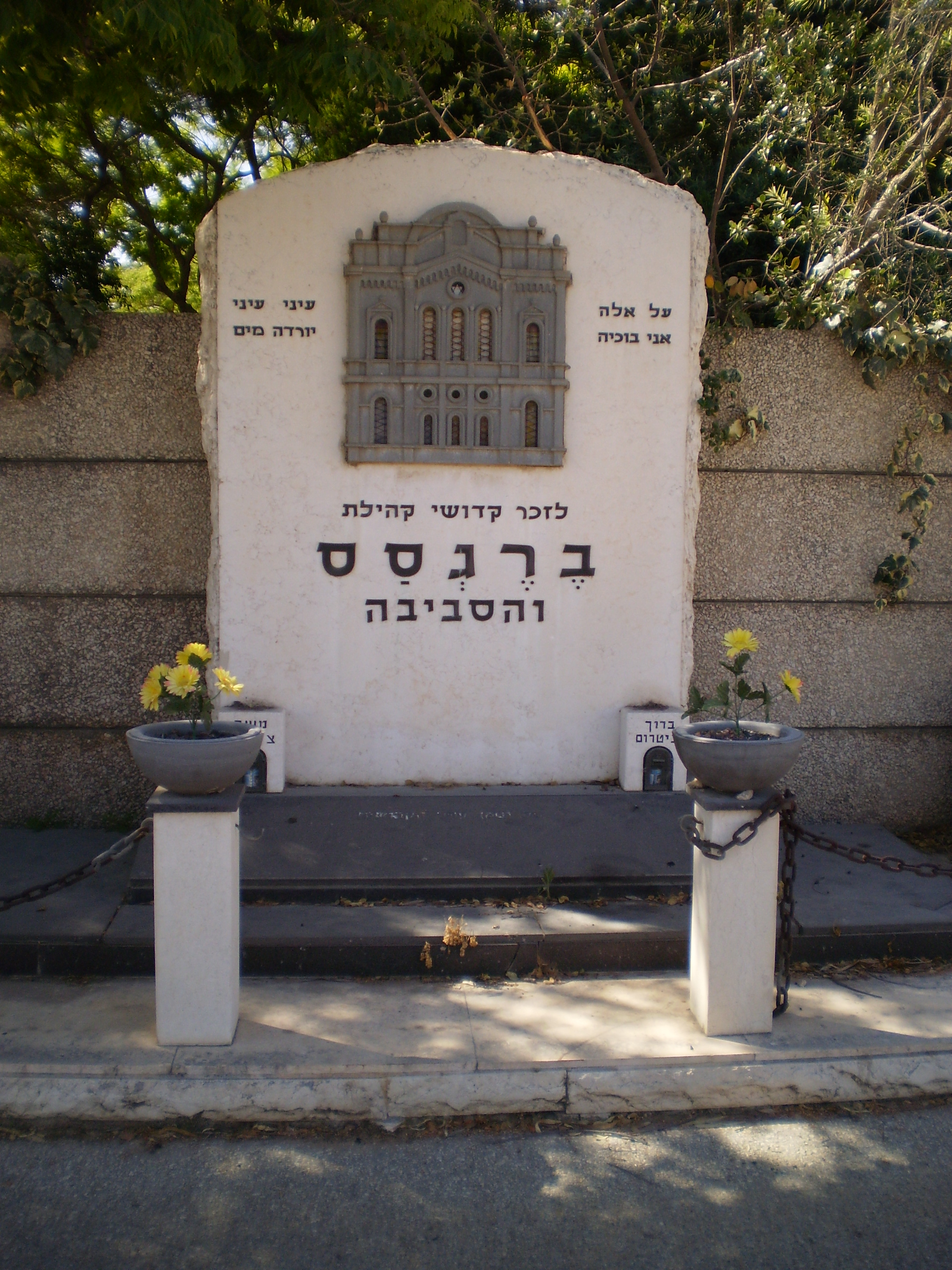
Меморіал жертв Голокосту, Холон